# Kling József
Kling József (Dúzs, 1946. december 2. – 2024. szeptember 2. vagy előtte) magyar szobrászművész.

## Életpályája
Kling Márton és Kreszl Erzsébet gyermekeként született. A kaposvári Táncsics Mihály Gimnáziumban érettségizett 1965-ben. 1972-től végzett művészi tevékenységet mint szobrászművész. 
Autodidakta módon, képzőművész körökben és szabadiskolákban képezte magát Budapesten, Kaposváron és a villányi művésztelepen. Mestere: Bocz Gyula, Bors István voltak.

## Munkássága
1974-ben Nemzetközi szobrászati II. díjat kapott Debrecenben. 1979–1980 között Villányi Kőszobrász Alkotótelepen, 1984-ben az NSZK-ban, 1985-ben az NSZK-ban és Franciaországban volt tanulmányúton. 1985–1986 között a Nagyatádi Faszobrász Alkotótelepen tevékenykedett. 
Tagja volt a Magyarországi Német Írók és Képzőművészek Szövetségének, a Magyar Szobrász Társaságnak, a Magyar Képző és Iparművészek Szövetségének, a Magyar Alkotóművészek Országos Egyesületének, a Die Künstlergilde Német Képzőművészek Szövetségének, a Kapos ART-nak és a Somogyi Alkotók Szervezetének is.

## Magánélete
1968-ban házasságot kötött Várnagy Márta galériatulajdonossal.

## Díjai
- 1974: Nemzetközi szobrászati II. díj, Debrecen
- 1980: Megyei Művészeti díj, Kaposvár
- 1993: II. Országos Groteszk pályázat díja, Kaposvár
- 1997: Somogyi Tárlat II. díja, Kaposvár
- 1999: Somogyi Tárlat nívódíja, Kaposvár; Magyar Alkotóművészek Országos Egyesülete-nívódíj, Vaszary Terem, Kaposvár

## Egyéni kiállításai
- 1974 • Művelődési Ház, Kiskunhalas
- 1980 • Művelődési Ház, Szekszárd
- 1982 • Fiatal Művészek Klubja, Budapest

## Munkái
- 1975-ben Emlékoszlop, a kaposvári Pannon Agrártudományi Egyetem telephelyén állítottak fel.
- 1976-ban Harangláb című alkotását a kaposvári gyertyános erőben helyezték el.
- 1986-ban a kaposvári művelődési központ épülete előtt álló Mag elnevezésű szobor.
- 1991-ben Szűz Mária című 1,5 méter magas posztamensre helyezett félgömbön álló, egész alakos alkotása, Siófokon, a római katolikus templom kertjében áll.
- 1993-ban II. világháborús emlékmű. Barcson, a Hősök terén állították fel.
- 1994-ben II. világháborús emlékmű. Kaposváron a Szent Imre utcában található.
- 1994-ben 1956-os emlékmű. Kaposvár, Táncsics Mihály Gimnáziumnál.
- 1995-ben Lelet című alkotása, Barcson, a Sétáló utcában áll.
- 1995-ben Anya gyermekkel című szobrát a Kaposvárhoz tartozó Toponári óvodánál állították fel.
- 1996-ban Napfivér és Holdnővér modern mészkőszobor. Barcs város központjában található.
- 1996-ban Emlékoszlop, a Kaposvári Táncsics Mihály Gimnáziumnál.
- 1997-ben Hazatalálok című emlékmű. Kaposvár, Deseda tó partján.
- 2000. év májusának a végére készítette az elesettek emlékére a 4,3 méter magas márvány obeliszkjét, amelyet a magyar hősök és mártírok emléknapján a kaposvári Hősök temploma előtt avattak fel.
- 2000-ben Millenniumi emlékmű Barcson.
- 2014-ben Lélekkapu c. alkotása. Kaposváron, a Széchenyi téren, a hagyományosan megrendezett kaposvári „Miénk a város fesztivál” keretében avatták fel.